# Netvořice
Netvořice – miasteczko i gmina w Czechach, w powiecie Benešov, w kraju środkowoczeskim. Według danych Czeskiego Urzędu Statystycznego z dnia 1 stycznia 2023 liczyło 1 200 mieszkańców.